# Kopacsel (Brassó megye)
Kopacsel (románul: Copăcel) falu Romániában, Erdélyben, Brassó megyében.

## Fekvése
A Fogarasi-havasok északi lábánál, Fogarastól délkeletre fekszik.

## Nevének eredete
Neve román eredetű, jelentése 'fácska'. Először 1473-ban említették.

## Története
Fogaras vidéki román falu volt. 1632-ben a Rákócziak 36 jobbágycsaládja, Boér Simon kilenc jobbágy- és a Sztancsul nevű fogarasi főmajorbírónak négy havasalföldi zsellércsaládja lakta. A kisbojároknak két malmuk őrölt. 1722-ben 32 kisbojár és 120 jobbágy családfő élt benne. 1765-ben a határőrség felállítása, de főként a vallási unió ellen berzenkedő lakóit Sárdra telepítették. 1765 és 1851 között az orláti ezredhez, 1876-tól Fogaras vármegyéhez tartozott. Gazdaságában a szarvasmarhatartás játszotta a főszerepet. Lakóira hosszú időn keresztül jellemző volt az elvándorlás, vagy a rossz termőföld miatt, vagy mert tilos favágáson érték őket. Korábban főleg Ialomița megyébe, később Dobrudzsába és Amerikába vándoroltak.

## Népessége
- 1850-ben 1101 görögkatolikus vallású lakosából 1091 volt román nemzetiségű.
- 2002-ben 655 lakosából 630 volt román és 25 cigány nemzetiségű; 610 ortodox, 33 görögkatolikus és 10 adventista vallású.

## Látnivalók
- Ortodox temploma 1767-ben, tornya 1797-ben épült, védőfal veszi körül.[5]
- Falumúzeum.

## Híres emberek
- Itt született 1873. január 13-án Vasile Suciu görögkatolikus érsek.

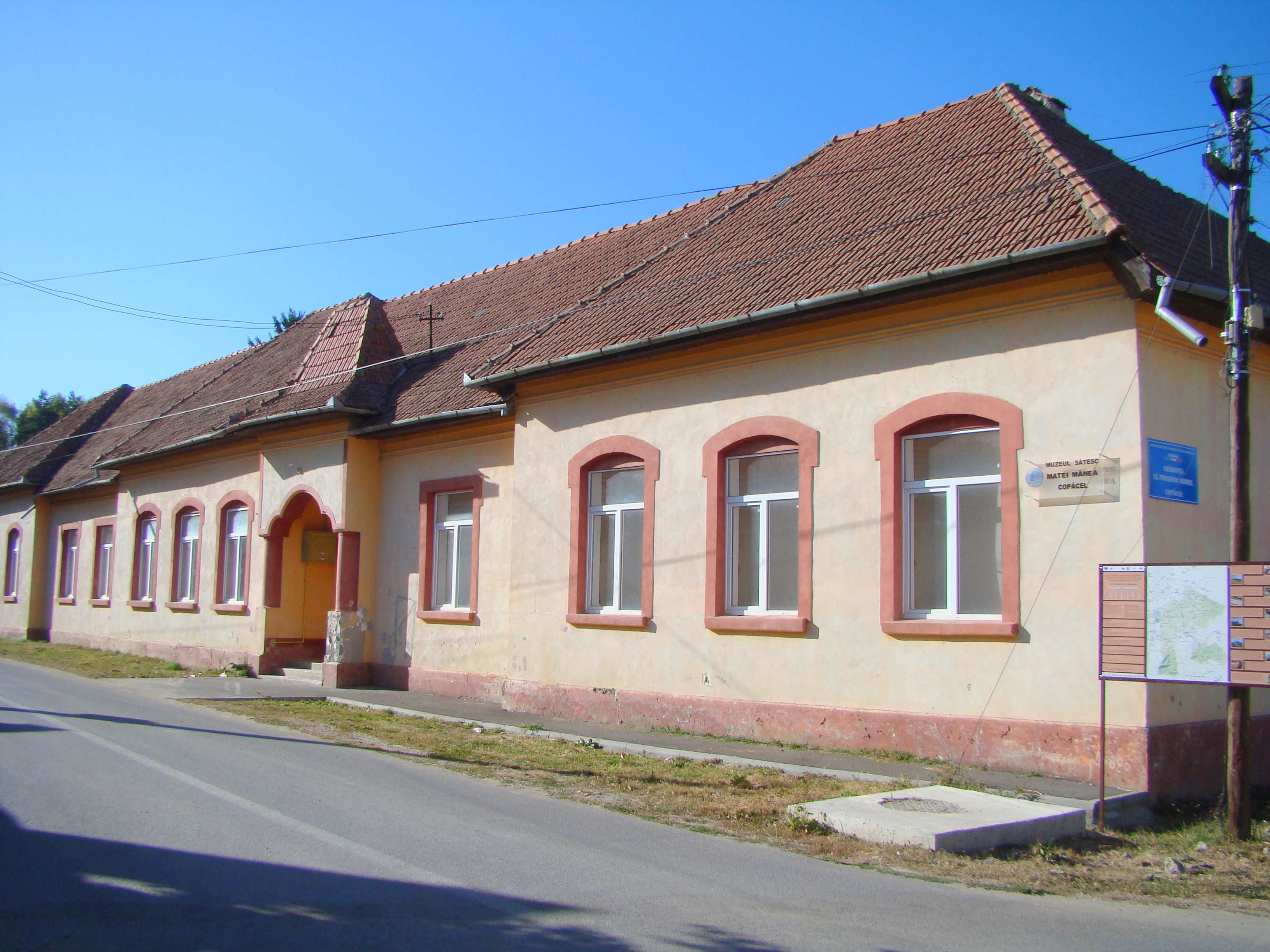
Falumúzeum